# Fats Navarro

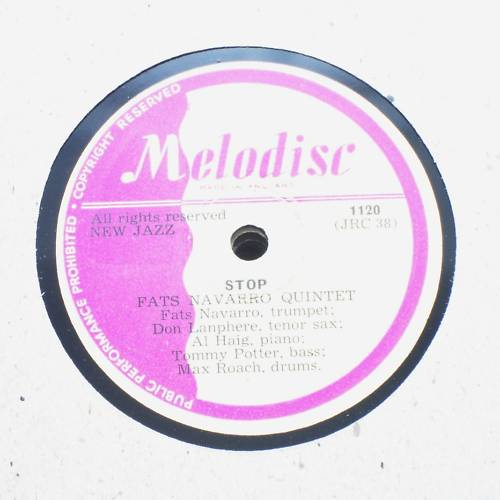
Płyta studyjnego kwintetu Fatsa Navarro
z 1949

Theodore „Fats” Navarro (ur. 24 września 1923 w Key West, zm. 7 lipca 1950 w Nowym Jorku) – amerykański trębacz jazzowy. Jeden z najwybitniejszych trębaczy-improwizatorów stylu bebop.

## Życiorys
Pochodził z rodziny o korzeniach kubańsko-afroamerykańsko-chińskich. Jego ojciec, Teodoro, był fryzjerem. Mając 6 lat, Theodore zaczął naukę gry na fortepianie, ale poważniej zajął się muzyką w wieku 13. lat, kiedy sięgnął po trąbkę. W szkole średniej ugruntował swoją wiedzę w zakresie podstaw muzyki, grając zarówno na trąbce, jak i saksofonie. Wówczas już grywał zawodowo, występując od czasu do czasu w Miami jako saksofonista orkiestry Waltera Johnsona. Po ukończeniu szkoły w 1941 natychmiast wyjechał do Orlando, aby dołączyć do big-bandu Sola Allbrighta, z którym odbył trasę koncertową do Cincinnati. Pobrał tam cykl lekcji u dyplomowanego nauczyciela gry na trąbce i pod koniec tego samego roku zaangażował się w Indianapolis do tanecznej orkiestry Snookuma Russella. W zespołem tym, występującym na Środkowym Zachodzie, pracował przez niemal dwa lata. W owym czasie inspirował się grą Roya Edridge’a oraz swojego kuzyna, Charliego Shaversa. Sam natomiast wywarł duży wpływ na grę swojego o rok młodszego kolegi z orkiestry – puzonisty J.J. Johnsona.
W 1943 zaangażował się do big-bandu Andy’ego Kirka – The Clouds of Joy z Kansas City. Za sprawą zasiadającego wraz z nim w sekcji trąbek Howarda McGhee zaczął włączać do swojej gry elementy rodzącego się wówczas nowego stylu, bebopu. W 1944 wraz z orkiestrą Kirka przyjechał na występy do nowojorskiego „Apollo Theater”. Swoją grą zwrócił uwagę krytyków, m.in. Leonarda Feathera. Dużo czasu spędzał wtedy w „laboratorium bebopu”, klubie „Minton’s Playhouse”, często grywając w jam sessions. W 1945 zatrudnił go w swojej orkiestrze Billy Eckstine. Navarro zastąpił w niej Dizzy’ego Gillespiego, którego gra miała na niego duży wpływ. Zrobił to chętnie, nie tylko dlatego, że na swoje miejsce polecił go sam Gillespie, ale również z powodu nowoczesnego brzmienia big-bandu (grali w nim, m.in. Charlie Parker, Dexter Gordon i Art Blakey), jego dużej popularności i wiążących się z nią wysokich zarobków.
W czerwcu 1946 Navarro odszedł z orkiestry Eckstine’a. Był już uznanym wirtuozem, porównywanym pod względem biegłości gry z Gillespiem i chciał grać w małych zespołach, tym bardziej że era big-bandów dobiegała końca. Choć nie prowadził własnych grup, był ważnym członkiem zespołów kierowanych przez innych liderów takich jak Benny Goodman, Kenny Clarke, Bud Powell, Coleman Hawkins, Tadd Dameron, Illinois Jacquet i Dexter Gordon. Należał też do grupy All Stars, koncertującej w ramach Jazz at the Philharmonic. O jego wysokim statusie artystycznym i zawodowym świadczy fakt, iż odrzucił (ze względu na zbyt niską gażę) ofertę występów estradowych w zespole Charliego Parkera, mimo że regularnie nagrywał z nim płyty. A jako sideman wziął udział w przeszło 100 sesjach nagraniowych, z których wiele stanowi klasykę bebopu. Dokonał także nielicznych nagrań jako lider. Swoją grą wywarł wpływ na wielu trębaczy, m.in. Clifforda Browna. W 1949 został uznany „Trębaczem roku” w plebiscycie słynnego, amerykańskiego pisma jazzowego, „Metronome”.
Navarro przez większość życia cierpiał na nadwagę. Jego nadmierna tusza, „twarz amorka” i wysoki głos były powodem nadania mu przydomków: „Fat Girl” i popularniejszego, bo krótszego – „Fats”. Uzależnił się też od heroiny, co w połączeniu z późno zdiagnozowaną gruźlicą doprowadziło do wyniszczenia organizmu i przedwczesnej śmierci. Zmarł w nowojorskim szpitalu po tygodniowym pobycie, mając zaledwie 26 lat.

Dizzy Gillespie: Fats był najwszechstronniejszym trębaczem z nas wszystkich. Miał wszystko, co trębacz powinien mieć: brzmienie, pomysły, technikę i umiejętność czytania nut.

### Małżeństwo i dzieci
Był żonaty z Reną z d. Clark (1927-1975). Miał z nią jedną córkę, Lindę, która przyszła na świat w 1949.

## Wybrana dyskografia
- 1991 Fats Navarro Featured with the Tadd Dameron Band (Milestone)
- 1993 Nostalgia • Fats Navarro, Art Blakey, Dexter Gordon, Tadd Dameron, Eddie Davis (Savoy)
- 1995 The Complete Blue Note and Capitol Recordings of Fats Navarro and Tadd Dameron (2CD) (Blue Note)
- 1999 Fats Blows • 1946–1949 (Giants of Jazz)

Fats Navarro • Goin' to Minton’s (Savoy)
- 2001 The Fats Navarro Story (4CD) (Proper Box)
- 2003 Timeless Fats Navarro (Savoy)
- 2005 Fat Girl • Fats Navarro • The 1946–1949 Small Group Sessions, Vol. 2 (Blue Moon)
- 2007 The Fabulous Fats Navarro, Vol. 1 (Toshiba EMI)
- 2009 Fats Navarro • Complete Last Studio Session • September 20, 1949 (101 Distribution)
- 2010 Fats Navarro • The Small Group Sessions (3CD) (Indie Europe/Zoom)

## Upamiętnienie
W 1984 został pośmiertnie wprowadzony do Panteonu Sław Big-bandów i Jazzu (The Big Band and Jazz Hall of Fame).